# 光度計

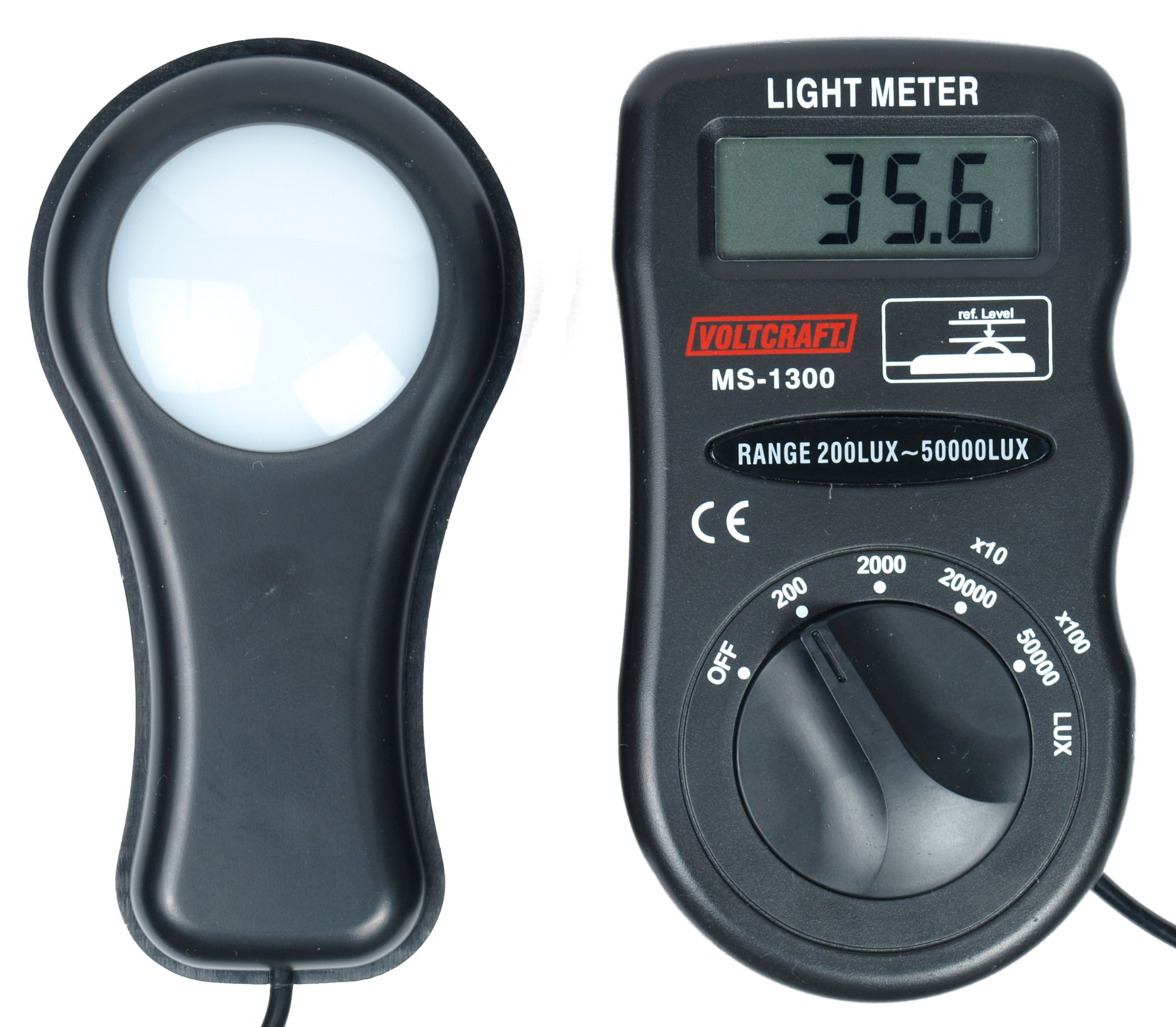
光度計

光度計（photometer）是指量測在溶液或是特定表面下光強度的儀器。
大部份的光度計是用光敏电阻、光电二极管或是光电倍增管來偵測光。為了進行分析，可能會先讓光經過滤光器再進行量測，若是要分析光譜或是特定波長的光，則會讓光經過單色儀。